# Talisman (strugure)
Talisman este un strugure de masă alb timpuriu-mijlociu, obținut de I.I.Potapenco de la IUCȘVV, Rusia, din încrucișarea soiurilor (Frumoasă albă și Vostorg). 

## Sinonime
Keșa-1; FV-6-6, Keșa Muscat, Super Keșa, Keșa-2.

## Descriere
Strugurii au o densitate medie, uneori - rari; majoritatea au formă conică.
Greutatea medie: 800-1100 g (chiar și mai mult).
Boabele sunt foarte mari, 35x31mm, cu greutatea medie de 12-16 g, albe, cu gust armonios, iar la coacerea deplină capătă o aromă de muscat. De la soiul Vostorg a moștenit capacitatea de acumulare intensivă a zahărului: 17-23%; aciditatea: 6-8 g/l. 
Este transportabil. Din lăstari, 75-90% sunt fertili, fiecare formând câte 1,4-1,8 struguri. Este înalt productiv. Pe un fon agrotehnic sporit (irigare, introducerea îngrășămintelor, tratarea cu substanțe fiziologic active) brusc crește recolta, fără a se pierde din calitatea strugurilor. 
Este capabil de a se păstra îndelung pe butuci, ceea ce permite de a prelungi perioada recoltării. 
Rezistența la bolile criptogamice este sporită. 
Rezistența la înghețuri: până la -25º C.